# أداماوا يونايتد
أداماوا يونايتد، هو نادي كرة قدم نيجيري وهو نادي أساسي في نيجيريا. ومقره في مدينة يولا، ويلعب في ملعب ساحة ريبادو الذي يتسع لخمسة آلاف متفرج.